# Вакарова, Лидия Яковлевна
Лидия Яковлевна Вакарова (13.10.1927 — после 2012) — учитель начальных классов Кишинёвской средней школы № 11, Герой Социалистического Труда (01.07.1968).

## Биография
Родилась в Кишинёве (в то время — территория Румынии) 13 октября 1927 года, девичья фамилия Хынку. Член КПСС с 1958 года.
В 1944 году окончила Кишинёвскую учительскую семинарию. С 1945 года учитель начальных классов в школе № 11 Кишинёва. В 1953—1956 годах учитель начальных классов в школе № 3 города Единец.
С 1956 года и до выхода на пенсию в 1980 году снова учитель начальных классов в Кишинёвской школе № 11.
Отличилась творческим подходом к делу, неустанным поиском новых, наиболее эффективных путей совершенствования учебно-воспитательного процесса (Советская Молдавия--краткая энциклопедия — 1982 год. Страница 91).
К 1967 году добилась 100-процентной успеваемости в своём классе.
Указом Президиума Верховного Совета СССР от 1 июля 1968 года за большие заслуги в деле обучения и коммунистического воспитания учащихся присвоено звание Героя Социалистического Труда с вручением ордена Ленина и золотой медали «Серп и Молот».
С 1980 года на пенсии.
Отличник народного образования Молдавской ССР (1960). Заслуженный учитель МССР (1965). Награждена медалью «За трудовую доблесть» (31.10.1960).
Депутат Верховного Совета МССР с 1971 по 1975 год.
Жила в Кишинёве, умерла между 2013 и 2015 годами.
Семья: муж Константин Александрович Вакаров, родился в Кишиневе 6 мая 1924 года, умер после 2012 года, участник Великой Отечественной войны, награждён медалью «За отвагу» (12.08.1944); дочь Светлана.